# Anemóspilia

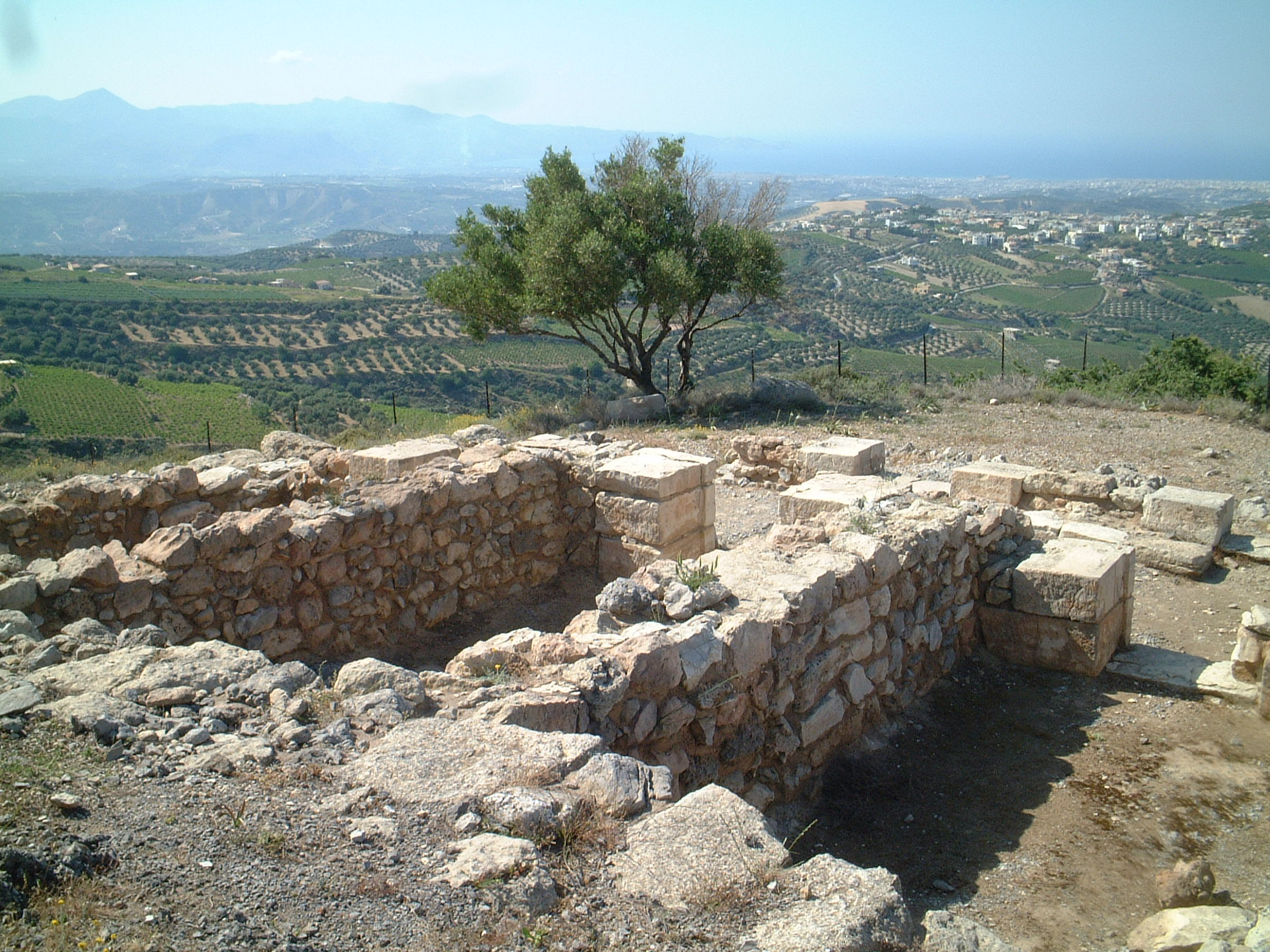
Temple d’Anemóspilia, vu du sud

Anemóspilia (en grec : Ανεμόσπηλια) est un site archéologique de Crète, en Grèce. Il est situé sur les pentes nord du mont Gioúchtas, près de la ville d'Archánes  à une quinzaine de kilomètres au sud d’Héraklion. Le site est sur une colline faisant face à Cnossos, au nord. Le terme Anemóspilia signifie « grottes du vent » et c'est dans cette région de Crète que la tradition place la naissance de Zeus. Les archéologues pensent que ce site est un ancien temple minoen.
Le site d’Anemóspilia fut fouillé en 1979 par J. Sakellarakis. Le temple fut détruit à la suite d'une éruption de Santorin et des tremblements de terre qui suivirent. Les cendres retrouvées font penser que le temple brula.

## Sources
Anemospilia sur minoancrete.com